# Heritage Plaza
Heritage Plaza es un rascacielos situado en el Skyline District de downtown Houston, Texas. Con una altura de 232 metros (762 pies), la torre es el quinto edificio más alto de Houston, el octavo más alto de Texas y el 60.º más alto de Estados Unidos. El edificio, diseñado por la firma local M. Nasr & Partners P.C., fue completado en 1987, con 53 plantas.

## Historia
La construcción de Heritage Plaza fue completada a principios de 1987. Fue el último edificio importante de oficinas completado en downtown Houston en mitad del colapso de las industrias inmobiliarias, bancarias y petroleras de Texas en la década de 1980. El edificio permaneció como el rascacielos importante completado más recientemente de Houston hasta la finalización de 1500 Louisiana Street en 2002.
El edificio tiene 1 150 000 pies cuadrados (107 000 m²) de espacio alquilable, de los cuales la gran mayoría se mantuvieron vacantes hasta que Texaco alquiló 550 000 pies cuadrados (51 000 m²) en 1989. El edificio fue a servir como la sede estadounidense de Texaco durante 12 años. En 2001, Heritage Plaza se convirtió en la sede estadounidense de ChevronTexaco Corporation.
En 2005, Goddard Investment Group adquirió el edificio. Durante ese año, más de 700 000 pies cuadrados (65 000 m²) del edificio estaban desocupados. En 2006, EOG Resources anunció que se trasladaría de 3 Allen Center a Heritage Plaza. La empresa había firmado un alquiler de 15 años por 200 000 pies cuadrados (19 000 m²) y planeado trasladar unos 400 empleados. La empresa, programada para trasladarse a principios de 2007, se convirtió en el mayor inquilino del edificio en el momento.
A principios de 2007, Deloitte & Touche USA L.L.P. ejecutó un alquiler para ocupar 300 000 pies cuadrados (28 000 m²) como parte de un alquiler de 10 plantas a 12 años con opción de incrementar dicho espacio si fuera necesario. El nuevo alquiler consolidó personal de tres lugares de Houston a una localización en Downtown, haciendo a Deloitte el mayor inquilino de Heritage Plaza.

## Diseño

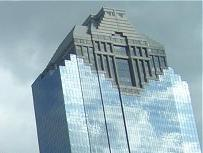
El detalle de granito en la parte superior de Heritage Plaza fue diseñado para imitar un templo maya

Heritage Plaza es bien conocido por su localización central en el skyline del distrito financiero. y por el detalle escalonado de granito situado en la parte superior del edificio que se asemeja a una pirámide maya. Este detalle fue inspirado por la visita del arquitecto a estado mexicano de Yucatán. También se dice que la corona del edificio se parece a la imagen de un águila calva extendiendo sus alas.
El lobby interior de Heritage Plaza también fue diseñado con influencias mexicanas. Las plantas interiores del edificio, que albergan un gran restaurante, contienen una distintiva cascada de mármol que cae desde el lobby.
Heritage Plaza es uno de los pocos rascacielos de downtown Houston que no está directamente conectado a la extensa red de túneles de Houston. Sin embargo, está conectado al DoubleTree Hotel Houston-Allen Center mediante un pasadizo elevado.